# El osito Misha
Koguma no Misha (こぐまのミーシャ, conocido en España como El osito Misha y en Hispanoamérica como Misha el osito) es una serie de anime producida por Nippon Animation y emitida originalmente en Japón entre 1979 y 1980.

## Argumento
Partiendo de un personaje principal, el oso pardo Misha (Миша), creado por el ilustrador soviético Viktor Chizhikov como mascota de los Juegos Olímpicos de Moscú 1980, la serie narra, a lo largo de 26 episodios de media hora de duración cada uno, las peripecias de una familia de osos antropomorfos (compuesta por el propio Misha y por sus padres) que abandona la gran ciudad para mudarse a vivir a Himadabeya, una remota aldea de 99 habitantes que lleva tres años aislada del mundo exterior tras la ruptura del puente del ferrocarril. En Himadabeya, Misha tratará de adaptarse a un nuevo estilo de vida, en contacto directo con la naturaleza, y de hacer nuevas amistades.

## Personajes principales
- Mijaíl Misha Potapich: Es el protagonista y sobre su figura gira gran parte de la narración. Se trata de un pequeño oso pardo que vive con sus padres en el pequeño pueblo de Himadabeya.
- Natasha: Es la osa que se convierte en la mejor amiga de Misha cuando este llega a Himadabeya.
- Madre de Misha y Padre de Misha: Son los padres del protagonista, que deciden abandonar su vida en la ciudad para trasladarse junto con su hijo al pequeño pueblo de Himadabeya, donde el padre busca establecer a su familia y ejercer su profesión de periodista. Su llegada es bien recibida por todos los vecinos excepto por el herrero Tiger.
- Tiger: Es un tigre antropomorfo que trabaja como herrero en el pequeño pueblo de Himadabeya. Desde la llegada de la nueva familia, Tiger, receloso de un posible poder de influencia del padre de Misha, se convierte en el antagonista de la historia por sus maquinaciones para desalojar a los nuevos residentes.
- Padre de Natasha: Es un oso que tiene el cargo de alcalde de Himadabeya.
- Kongo: Es un zorro quien es el brazo derecho de Tiger, siempre planea ideas para causar problemas al padre de Misha y así abandone el pueblo de Himadabeya.
- Nekosuki: Es un gato montés quien también se une a Tiger y Kongo para ocasionarle problemas al padre de Misha. Vive desde hace 10 años de mantenido en la cárcel del pueblo junto a su esposa y sus hijos Nyago (el mayor) y los cuatrillizos. Se queda a vivir en la cárcel, nada más porque le gustó la comida que el comisario le preparó
- Toragon: Es el hijo de Tiger. Junto a Pondo y Nyago, siempre están haciéndole la vida imposible a Misha, después se convierten en buenos amigos.
- Pondo: Es el hijo de Kongo, al igual que su padre, siempre se le ocurren ideas para ponerlas en práctica junto a Toragon y hacérselas a Misha para que así se vaya de Himadabeya.
- Nyago: Es el hijo mayor de Nekosuki, a diferencia de los otros dos, es más embaucador y siempre trata de convencer a Misha para que juegue con él y así darle tiempo a Toragon y Pondo de quitarle algo que a Misha le guste.
- Los Cuatrillizos: Son los hijos menores de Nekosuki, siempre se desplazan juntos ya sea caminando, cantando o bailando. Cuando hablan o cantan, siempre lo hacen todos a la vez mientras están bailando.

## Doblaje
En la siguiente tabla se refieren los nombres de los actores y actrices de doblaje que pusieron voz a los personajes de la serie en sus versiones original (japonés) y en español:
| Personaje                  | Versión original  | Versión en español         |
| -------------------------- | ----------------- | -------------------------- |
| Misha                      | Keiko Yokozawa    | Carmita Arenas             |
| Natasha                    | Keiko Han         | María Antonia Rodríguez    |
| Padre de Misha             | Banjō Ginga       | Pablo Jiménez              |
| Madre de Misha             | Akiko Tsuboi      | Piluca Moraleda            |
| Tiger                      | Masashi Amenomori | Carlos Revilla             |
| Alcalde                    | Hiroshi Masuoka   | Ángel Ter                  |
| Kongo, el zorro            | Shin Aomori       | José Moratalla             |
| Doctor Yagi                | Kazuomi Ikeda     | Antonio Martín             |
| Comisario                  | Jōji Yanami       | Francisco Sanz             |
| Kid                        | Hideyuki Tanaka   | ?                          |
| Toragon                    | Kimotsuki Kenta   | Rafael Alonso Naranjo, Jr. |
| Mirumiru                   | Kazue Komiya      | ?                          |
| Pondo                      | Naoki Tatsuta     | Luis Reina                 |
| Nyago                      | You Inoue         | Eloísa Mateos              |
| Nekosuki (padre de Nyago)  | Shigeru Chiba     | José Carabias              |
| Madre de Nyago             | Yumi Nakatani     | ?                          |
| Narcisse (esposa de Tiger) | Atsuko Minas      | ?                          |
| Martha (esposa de Kongo)   | Reiko Suzuki      | ?                          |

## Equipo técnico
- Producción ejecutiva: Kōichi Motohashi
- Creación original y planificación: Shoji Sato
- Dirección: Yoshimichi Nitta
- Guion: Akira Nakahara, Kouichi Minade, Ryōzō Nakanishi, Shun'ichi Yukimuro, Yoshiaki Yoshida, Takamori Mao
- Música: Shunsuke Kikuchi
- Diseño de personajes: Viktor Chizhikov (Misha), Isamu Kumata
- Dirección de animación: Sadayoshi Tominaga
- Dirección artística: Akira Furutani
- Dirección de fotografía: Toru Ogiwara
- Montaje: Masuo Warita, Takeshi Seyama, Hidetoshi Katono
- Ayudante de dirección: Katsuyuki Ohtaki
- Dirección de producción: Yoshio Kato
- Storyboard: Yoshimichi Nitta, Hiroshi Yoshida
- Producción: Nippon Animation, TV Asahi Corporation

## Banda sonora
Los temas principales de la serie, tanto de cabecera como de cierre (Canción de cuna de Natasha), fueron compuestos originalmente por Fumiko Sawada (música), Yoko Agi (letras) y Motoki Funayama (arreglos), y editados por RCA Records. La versión en español del tema de cabecera fue interpretada por el dúo Tito y Tita.

## Títulos de la serie en otros idiomas
La serie se emitió en varios países y en los siguientes idiomas:
- Japonés: こぐまのミーシャ
- Español: El osito Misha
- Francés: Misha
- Italiano: L'orsetto Mysha
- Inglés: Misha the Bear
- Portugués: Misha o urso
- Árabe: دوبة , القرية الأليفة

## Curiosidades
- A diferencia de otras series que protagonizarían mascotas posteriores, este anime y su argumento no tienen ninguna relación alguna con los Juegos Olímpicos.
- La premisa del cartoon Kyssifur de 1986 guarda curiosas semejanzas con Misha El Osito. Al igual que Misha, Kyssifur trata sobre osos (padre e hijo, en este caso no había mamá) que escapan del circo y se instalan en un pueblo donde tratan de empezar una nueva vida.
- A pesar de que la serie animada fue hecha en Japón, éste fue uno de los muchos países que boicotearon la Olimpiada de Moscú.